# Guanosinmonofosfát
Guanosinmonofosfát (GMP, 5′-guanidylová kyselina nebo guanylová kyselina) je nukleotid složený z cukru ribózy, nukleové báze guaninu a jedné fosfátové skupiny. Je to vlastně ester kyseliny fosforečné a nukleosidu guanosinu. Jako substituent má podobu předpony guanylyl-.
GMP spolu s adenosinmonofosfátem (AMP), cytidinmonofosfátem (CMP) a uridinmonofosfátem (UMP) tvoří základní stavební kameny ribonukleové kyseliny (RNA). V jejím řetězci tvoří GMP komplementární pár s CMP.
GMP je komerčně vyráběn mikrobiální fermentací. Guanylát draselný a guanylát vápenatý se také používají jako náhražky fyziologického roztoku bez sodíku.

## Cyklický cGMP
GMP může také existovat v cyklické formě označované cGMP, která hraje důležitou roli při zprostředkování hormonální signalizace.
cGMP je vytvářen z guanosintrifosfátu (GTP) v určitých buňkách pomocí enzymu guanylylcykláza.

## GMP v potravinářství
Guanosinmonofosfát se používá jako přídatná látka v potravinářství pod číslem E626 až do maximálního množství 500 mg/kg pro všechny potraviny.
Sloučeniny založené na guanosinmonofosfátu mají účinek asi 10 až 20krát silnější než kyselina glutamová (glutamát). Avšak vzhledem k tomu, že se jedná o poměrně drahou přísadu, používá se obvykle společně s kyselinou glutamovou nebo glutamátem sodným. V kombinaci s glutamátem působí GMP a jeho soli synergicky a zvyšují chuťový efekt i v malých poměrech, například v poměru 1:10.
Ve formě solí je používán ke zvýšení chuti (umami) potravin - guanylát disodný (E627), guanylát draselný (E628) a guanylát vápenatý (E629). Guanylát disodný se například často nachází v instantních nudlích, instantní polévce, bramborových lupíncích, pikantní rýži, konzervované zelenině nebo uzeninách.
| Číslo E | Jméno              | Molekulární vzorec | CAS        |
| ------- | ------------------ | ------------------ | ---------- |
| E 626   | guanosinmonofosfát | C10H14N5O8P        | 85-32-5    |
| E 627   | guanylát disodný   | C10H12N5O8PNa2     | 13474-02-7 |
| E 628   | guanylát draselný  | C10H12N5O8PK2      | 3254-39-5  |
| E 629   | guanylát vápenatý  | C10H12N5O8PCa      | 38966-30-2 |